# Enith Salón
Enith Salón Marcuello (Moncada, Valencia, España; 24 de septiembre de 2001) es una futbolista española. Juega de guardameta y su equipo actual es el Servette FCCF de la Superliga Femenina de Suiza. Es internacional absoluta por la selección de España desde 2022, resultando campeona del mundo en la Copa Mundial de 2023.

## Trayectoria
Enith empezó a jugar al futbol en Fénix de Moncada y fue allí donde el Valencia C. F. se fijaría en ella. Salón se formó en las inferiores del Valencia CF, y fue promovida al primer equipo en 2018. 
Tras toda una vida en el Valencia C. F. el pasado mes de junio se despidió tras 14 años defendiendo el escudo y el club de su vida pasando por todas las categorías de la academia y siendo una pieza fundamental en el club a pesar de no estar jugando fruto de las lesiones sufridas. 
Ahora sale por primera vez de España fichando por el Servette FCCF de la Superliga Femenina de Suiza con la intención de volver a disfrutar de lo que más le gusta.

## Selección nacional
Fue citada por primera vez a la selección de España en 2022. Fue citada a la Copa Mundial de 2023 consiguiendo el 23 de agosto de 2023 su primer título con la absoluta.
Debutó con la selección absoluta en un amistoso contra selección de Argentina con un resultado de 7-0.

### Participaciones en copas del mundo
| Copa                 | Sede                    | Resultado |
| -------------------- | ----------------------- | --------- |
| Copa Mundial de 2023 | Australia Nueva Zelanda | Campeona  |

## Clubes
| Club          | País   | Año               |
| ------------- | ------ | ----------------- |
| Valencia CF   | España | 2018-2025         |
| Servette FCCF | Suiza  | 2025 - Actualidad |